# Trichomycterus brasiliensis
Trichomycterus brasiliensis är en fiskart som beskrevs av Lütken, 1874. Trichomycterus brasiliensis ingår i släktet Trichomycterus och familjen Trichomycteridae. Inga underarter finns listade i Catalogue of Life.